# 練馬文化センター
練馬区立練馬文化センター（ねりまくりつねりまぶんかセンター）は、東京都練馬区練馬にある多目的ホール。1983年（昭和58年）オープン。

## 施設概要
2024年5月1日現在
大ホール（こぶしホール）
1,332名収容（1F：779席、2F：553席）、車椅子スペース12席。オーケストラピット使用時は1F席前方4列を減らし104席。
2階席の左右にバルコニー席を備え、見やすく音響もよい穴場となっている。
小ホール（つつじホール）
543席、車椅子スペース4席収容。主に演劇を中心に利用されている。
ギャラリー
2006年（平成18年）5月より設置された、絵画などの展示用ギャラリー。
その他に、主催者向けの施設として、ホールの地下にリハーサル室や集会室、各ホールの楽屋が設けられている。

## 沿革
- 1920年（大正9年） - 現在地に大日本紡績練馬工場が建つ。
- 1970年（昭和45年）12月 - 現在地にあった鐘淵紡績練馬工場が廃場となる。
- 1974年（昭和49年）12月 - 旧中大グラウンドが、市民ホール建設候補地となる。
- 1978年（昭和53年）2月 - 建設予定地が、現在地に変更となる。
- 1983年（昭和58年） - 開場。
- 2006年4月 - 大規模改修工事を経て、リニューアルオープン。
- 2022年10月15日 - 2024年春頃 - 改修工事のため全館休館。
- 2024年5月1日 - 大規模改修工事を経て、リニューアルオープン[3]。

## 交通
- 西武池袋線・有楽町線・豊島線および都営地下鉄大江戸線練馬駅「中央北口（2F）」より徒歩1分